# العلاقات البريطانية اللبنانية
العلاقات البريطانية اللبنانية هي العلاقات الثنائية التي تجمع بين المملكة المتحدة ولبنان. وعلى سبيل المثال في 22 يناير 2025 أشار ملك بريطانيا تشارلز الثالث رسالة تهنئة إلى الرئيس اللبناني الجديد جوزاف عون، وقال إنّ "انتخابكم سيؤمّن بقاء العلاقات بين بلدينا قوية ودائمة". كما قال الملك: "اتمنى لكم كل النجاح في قيادة لبنان خلال هذا الوقت المهم".

## مقارنة بين البلدين
هذه مقارنة عامة ومرجعية للدولتين:
| وجه المقارنة                                              | المملكة المتحدة                 | لبنان                                                                |
| --------------------------------------------------------- | ------------------------------- | -------------------------------------------------------------------- |
| المساحة (كم2)                                             | 242.50 ألف                      | 10.45 ألف                                                            |
| عدد السكان (نسمة)                                         | 66.02 مليون                     | 6.10 مليون                                                           |
| الكثافة السكانية (ن./كم²)                                 | 272.25                          | 583.73                                                               |
| العاصمة                                                   | لندن                            | بيروت                                                                |
| اللغة الرسمية                                             | لغة إنجليزية، اللغة الويلزية    | اللغة العربية، لغة فرنسية                                            |
| العملة                                                    | جنيه إسترليني                   | ليرة لبنانية                                                         |
| الناتج المحلي الإجمالي (بليون دولار)                      | 2.62 تريليون                    | 51.84 مليار                                                          |
| الناتج المحلي الإجمالي (تعادل القوة الشرائية) بليون دولار | 2.72 تريليون                    | 81.54 مليار                                                          |
| الناتج المحلي الإجمالي الاسمي للفرد دولار أمريكي          | 43.88 ألف                       | 8.05 ألف                                                             |
| الناتج المحلي الإجمالي للفرد دولار أمريكي                 | 40.23 ألف                       | 17.46 ألف                                                            |
| مؤشر التنمية البشرية                                      | 0.907                           | 0.769                                                                |
| رمز المكالمات الدولي                                      | +44                             | +961                                                                 |
| رمز الإنترنت                                              | .uk، .gb                        | .lb                                                                  |
| المنطقة الزمنية                                           | توقيت غرينيتش، توقيت غرب أوروبا | ت ع م+02:00، ت ع م+03:00، توقيت شرق أوروبا، توقيت شرق أوروبا الصيفي ‏ |

## منظمات دولية مشتركة
يشترك البلدان في عضوية مجموعة من المنظمات الدولية، منها:
| علم المنظمة | اسم المنظمة                               | تاريخ انضمام المملكة المتحدة | تاريخ انضمام لبنان |
| ----------- | ----------------------------------------- | ---------------------------- | ------------------ |
|             | الاتحاد الدولي للاتصالات                  | 24 فبراير 1871               | 12 يناير 1924      |
|             | المركز الدولي لتسوية المنازعات الاستشارية | 18 يناير 1967                | 25 أبريل 2003      |
|             | مؤسسة التنمية الدولية                     | 24 سبتمبر 1960               | 10 أبريل 1962      |
|             | منظمة حظر الأسلحة الكيميائية              | ?                            | ?                  |
|             | يونسكو                                    | 4 نوفمبر 1946                | 4 نوفمبر 1946      |
|             | الأمم المتحدة                             | 24 أكتوبر 1945               | 24 أكتوبر 1945     |
|             | وكالة ضمان الاستثمار متعدد الأطراف        | 12 أبريل 1988                | 19 أكتوبر 1994     |
|             | البنك الدولي للإنشاء والتعمير             | 27 ديسمبر 1945               | 14 أبريل 1947      |
|             | الاتحاد البريدي العالمي                   | ?                            | ?                  |
|             | مؤسسة التمويل الدولية                     | 20 يوليو 1956                | 28 ديسمبر 1956     |
|             | منظمة الشرطة الجنائية الدولية             | ?                            | ?                  |

## أعلام
هذه قائمة لبعض الشخصيات التي تربطها علاقات بالبلدين:
- ألبرت حوراني (مؤرخ بريطاني، 31 مارس 1915[23][24] – 17 يناير 1993[23][24])
- أليكس غارلاند (26 مايو 1970[25] – )
- إيلي كاليل (رجل أعمال نيجيري، 8 ديسمبر 1945 – 28 مايو 2018)
- بيتر جوناس (14 أكتوبر 1946 – )
- بيتر مدور (28 فبراير 1915[26][27][28] – 2 أكتوبر 1987[26][27][28])
- جورج حوراني (3 يونيو 1913[29] – 19 سبتمبر 1984[29][30])
- رزان مغربي (مغنية لبنانية، 19 أغسطس 1973 – )
- سربل (مغني من المملكة المتحدة، 14 مايو 1981 – )
- سليم حداد (كاتب كويتي، 1983 – )
- شريف حكمت النشاشيبي (القرن العشرين – )
- شون يزبك (1973 – )
- صفية السهيل (سياسية عراقية، 1965 – )
- ليليان لاندور (عقد 1950 – )
- مايكل عطية (عالم رياضيات بريطاني من أصل لبناني، 22 أبريل 1929 – 11 يناير 2019)
- نادر البزري (1966 – )

## وصلات خارجية
- موقع وزارة الخارجية البريطانية